# Eric Sevareid

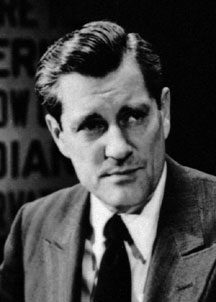
Eric Sevareid

Arnold Eric Sevareid (* 26. November 1912 in Velva, North Dakota; † 9. Juli 1992 in Washington, D.C.) war ein US-amerikanischer Journalist, Autor und Fernsehmoderator.

## Leben
Sevareid studierte an der University of Minnesota. Sevareid war von 1939 bis 1977 Fernsehjournalist für den US-amerikanischen Fernsehsender CBS.
Sevareid starb am 9. Juli 1992 im Alter von 79 Jahren an Magenkrebs. Er hinterließ seine Ehefrau, zwei Söhne aus erster Ehe und eine Tochter aus zweiter Ehe.

## Preise und Auszeichnungen (Auswahl)
- North Dakota’s Roughrider Award
- 1965: New York Newspaper Guild Page One Award
- 1950: Peabody Award
- 1954: Alfred I. duPont Award
- 1964: Peabody Award
- 1970: Mitglied der American Academy of Arts and Sciences
- 1976: Peabody Award
- Emmy Award (zweimal)
- 1981: Harry S. Truman Award